# Cars (chanson)
Pour les articles homonymes, voir Cars.
Singles par Gary Numan
Complex (en)
(1979)
Singles par Tubeway Army
Are "Friends" Electric?
(1979)
Cars est une chanson écrite, composée et interprétée par le chanteur britannique Gary Numan, sortie en single le 21 août 1979 (le 5 février 1980 en Amérique du Nord). Elle est tirée de l'album The Pleasure Principle.
C'est le premier single que Gary Numan sort sous son propre nom après l'abandon de celui du groupe Tubeway Army. Cependant, Paul Gardiner, cofondateur de Tubeway Army, accompagne toujours le chanteur.
Cars obtient un grand succès dans plusieurs pays, décrochant la première place des charts au Royaume-Uni et au Canada et se classant neuvième dans le Billboard Hot 100. C'est la seule fois que Gary Numan a placé un titre dans ce classement. 

## Remixes et reprises
Cars a été remixée plusieurs fois, permettant par trois fois à la chanson de revenir dans les charts britanniques (en 1987, 1993 et 1996).
En 1999, le groupe de metal industriel américain Fear Factory reprend la chanson en duo avec Gary Numan. Extrait de la version digipack de l'album Obsolete, le single entre dans plusieurs classements aux États-Unis, au Royaume-Uni et en Australie.
Gary Numan a été invité plusieurs fois sur scène en 2009 par le groupe Nine Inch Nails pour interpréter la chanson. 
D'autres artistes ont repris le morceau dans des genres musicaux variés, comme Cecilia Noël (salsa) ou le groupe de soul jazz Cookin' on 3 Burners. Il a aussi été samplé par Armand van Helden sur le titre Koochy (4e dans les charts britanniques en 2000), Chicane avec Hiding All the Stars en 2009, J Dilla.

## Classements hebdomadaires et certifications
| Classement (1979-1980)         | Meilleure position |
| ------------------------------ | ------------------ |
| Allemagne (GfK Entertainment)  | 45                 |
| Australie (Kent Music Report)  | 9                  |
| Canada (RPM 100 Singles)       | 1                  |
| États-Unis (Billboard Hot 100) | 9                  |
| Irlande (IRMA)                 | 5                  |
| Nouvelle-Zélande (RMNZ)        | 18                 |
| Royaume-Uni (UK Singles Chart) | 1                  |

| Classement (1987)              | Meilleure position |
| ------------------------------ | ------------------ |
| Irlande (IRMA)                 | 23                 |
| Royaume-Uni (UK Singles Chart) | 16                 |

| Classement (1993)              | Meilleure position |
| ------------------------------ | ------------------ |
| Royaume-Uni (UK Singles Chart) | 53                 |

| Classement (1996)              | Meilleure position |
| ------------------------------ | ------------------ |
| Royaume-Uni (UK Singles Chart) | 17                 |

### Certification
| Pays              | Certification | Date de certification | Unités certifiées |
| ----------------- | ------------- | --------------------- | ----------------- |
| Royaume-Uni (BPI) | Or            | 1er octobre 1979      | 500 000           |

### Fear Factory feat. Gary Numan
| Classement (1999)                         | Meilleure position |
| ----------------------------------------- | ------------------ |
| Australie (ARIA Charts)                   | 89                 |
| États-Unis (Alternative Songs)            | 38                 |
| États-Unis (Mainstream Rock Tracks chart) | 16                 |
| Royaume-Uni (UK Singles Chart)            | 57                 |